# 546756 Sunguoyou
546756 Sunguoyou este o planetă minoră (asteroid) din centura de asteroizi. A fost descoperită pe 9 decembrie 2010 la  de  și a fost numită după Guoyou Sun⁠(d). 
Obiectul prezintă o orbită caracterizată de o semiaxă mare de 2,5491377355611 UAi, o excentricitate de 0,14836371590795, o înclinație de 9,9411194515955 ° în raport cu ecliptica.